# 嘘八百
『嘘八百』（うそはっぴゃく）は、2018年から公開されている日本映画シリーズ。監督は武正晴、主演は中井貴一と佐々木蔵之介。続編として、2020年に『嘘八百 京町ロワイヤル』が公開、2023年に『嘘八百 なにわ夢の陣』が公開。

## 嘘八百
『嘘八百』（うそはっぴゃく）は、2018年1月5日に公開された日本映画。主演は中井貴一と佐々木蔵之介。
武の監督作『百円の恋』を観たプロデューサーから「関西を舞台にしたオリジナル脚本」の企画を提案されたことがきっかけで製作することになった。主演の中井は、古美術関連の書籍を読んで役作りを行っていたという。

### あらすじ（第1作）
大阪府堺市で古美術品を商う道具屋の小池則夫（中井貴一）は、絹田という旧家の土蔵で古茶碗の山の中に幻の利休茶碗を発見した。しかし、全て贋作と嘘をつき、まとめて100万円で買い取る則夫。有頂天になった則夫だが、改めて良く見ると茶碗は偽物だった。
絹田家の主人を装っていた野田佐輔（佐々木蔵之介）は、名品の茶碗の贋作ばかり作る陶芸家だった。行きつけの居酒屋の主人は書き付けの偽物を、常連客の材木屋は木箱を、表具屋は紙を調達し、則夫のようなカモを騙す一味なのだ。
佐輔に文句を言う為に自宅まで押し掛けたが、なぜかすき焼きを相伴し、酔って泊まってしまう則夫。則夫の娘・いまりと佐輔の息子・誠治も、いつの間にか仲良くなっていた。
千利休が書いた茶碗の「譲り状」と箱は本物だと聞いて、佐輔に茶碗を作らせ高額で売る計画を立てる則夫。今までのような有名茶碗の“写し”ではなく、鑑定士も騙せるほどの新作茶碗を焼けと発破をかけられ、奮起する佐輔。
若い頃の佐輔は腕の良い陶芸家だった。しかし、骨董店主の樋渡に依頼された名品の“写し”に、有名鑑定士の棚橋が偽の鑑定書を付けて高額で売った事をきっかけに、贋作作家に落ちぶれ、樋渡と縁を切った後も立ち直れずに今に至っていた。そして、その時の佐輔の贋作を知らずに購入し、転売した為に信用を失い、骨董の店を潰したのが則夫だったと判明した。
利休の心情にまで踏み込んで、渾身の茶碗を作り上げる佐輔。樋渡や棚橋を招いた内輪の道具市(いち)で、樋渡はその茶碗を1億円余りで購入した。その夜、クリスティーズのオークションに出品を決める樋渡。たが、鑑定に迷い始めた棚橋と樋渡は揉み合い、茶碗を落として割ってしまった。
いまりが頼りない誠治と結婚することが気に入らず、結婚式を潰してしまう則夫。だが、いまりと誠治は1億円を持ち逃げして海外への逃亡を計画していた。空港で飛び去る飛行機を見送り、贋作ではなく佐輔の作品を売っていこうと提案する則夫。その頃、いまりは空港の税関で1億円を発見され、取り調べを受けていた。

### キャスト（第1作）
- 小池則夫：中井貴一
- 野田佐輔：佐々木蔵之介
- 野田康子：友近
- 大原いまり：森川葵
- 野田誠治：前野朋哉
- 大原陽子：堀内敬子
- よっちゃん：坂田利夫
- 西田：木下ほうか
- 材木屋：宇野祥平
- ピエール：ブレイク・クロフォード
- 田中四郎：塚地武雅（ドランクドラゴン）
- 後醍醐：桂雀々
- ラジオのパーソナリティー：浜村淳
- 絹田昭太郎：寺田農
- 樋渡忠康：芦屋小雁
- 棚橋清一郎：近藤正臣

### スタッフ（第1作）
- 監督：武正晴
- 脚本：足立紳、今井雅子
- 音楽：富貴晴美
- 主題歌：佐藤広大『イチゴイチエ』（ビクターエンタテインメント / ASWYL）
- 製作：間宮登良松、依田巽、井上肇、河野洋範、鈴木聡、柳川勝則、髙橋淳
- エグゼクティブプロデューサー：佐藤現
- プロデューサー：永田博康
- Coプロデューサー：田中義章
- 音楽プロデューサー：高石真美
- 撮影：西村博光（J.S.C.）
- 照明：宮西孝明
- 美術：新田隆之
- 録音：吉田憲義
- VFXスーパーバイザー：オダイッセイ
- ヘアメイク：小沼みどり
- 衣裳：浜井貴子
- 編集：洲﨑千恵子
- 音響効果：齋藤昌利
- 助監督：山田一洋
- ラインプロデューサー：芳川透
- 企画監修：榎望
- 企画協力：松竹撮影所
- 制作プロダクション：アークエンタテインメント
- 配給：ギャガ
- 製作：「嘘八百」製作委員会（東映ビデオ、ギャガ、パルコ、読売テレビエンタープライズ、ケイファクトリー、ポケット、1&Dホールディングス）

## 嘘八百 京町ロワイヤル
『嘘八百 京町ロワイヤル』（うそはっぴゃく きょうまちロワイヤル）は、2020年1月31日に「嘘八百」の続編として公開された日本映画。主演は前作に引き続き、中井貴一と佐々木蔵之介。

### あらすじ（第2作）
京都を舞台に、名家から盗まれたという5000万円は下らないといわれる古田織部の茶器を巡って、小池と佐輔が再び手を組んで「ひと儲け」ならぬ「ひと助け」をするために、かつての仲間をひっかき集めて奪還作戦を決行する。

### キャスト（第2作）
- 小池則夫：中井貴一
- 野田佐輔：佐々木蔵之介
- 橘志野：広末涼子
- 野田康子：友近
- 大原いまり：森川葵
- 牧野慶太：山田裕貴[7]
- よっちゃん：坂田利夫
- 野田誠治：前野朋哉
- 西田：木下ほうか
- 材木屋：宇野祥平
- 田中四郎：塚地武雅（ドランクドラゴン）
- 後醍醐：桂雀々
- 悪徳道具屋：田中孝史
- 志野母：貝辻信子
- 青山一郎：吹越満
- 内村：坂田聡
- ピエール：ブレイク・クロフォード
- マリ：冨手麻妙
- 番頭：山田雅人
- ギャラリーオーナー：浜村淳
- 橘正志：国広富之
- 億野万蔵：竜雷太[7]
- 嵐山直矢：加藤雅也[7]

### スタッフ（第2作）
- 監督：武正晴
- 脚本：今井雅子、足立紳
- 音楽：富貴晴美
- 主題歌：クレイジーケンバンド『門松』（Double Joy International / ユニバーサル ミュージック）[8]
- 製作：與田尚志、依田巽、井上肇、河野洋範、鈴木聡、花見れい子、髙橋淳、中野伸二、清水厚志、井口佳和、岡田美穂
- 企画：大木達哉
- エグゼクティブプロデューサー：加藤和夫、小竹里美
- プロデューサー：佐藤現、横山和宏、氏家英樹、楠智晴
- 音楽プロデューサー：高石真美
- 撮影：西村博光（J.S.C.）
- 照明：篠崎征司
- 美術：新田隆之
- 録音：鈴木健太郎
- VFXスーパーバイザー：オダイッセイ
- ヘアメイク：小沼みどり
- 衣裳：浜井貴子
- 編集：細野優理子
- スクリプター：谷慶子
- キャスティング：日比恵子
- 音響効果：齋藤昌利
- 助監督：稲葉博文
- 制作担当：藤原恵美子
- 特別協賛：ワン・ダイニング
- 制作プロダクション：アークエンタテインメント
- 配給：ギャガ
- 製作：「嘘八百 京町ロワイヤル」製作委員会（東映ビデオ、ギャガ、パルコ、読売テレビエンタープライズ、ケイファクトリー、ポケット、ワン・ダイニング、毎日放送、朝日放送テレビ、テレビ大阪、関西テレビ放送）

## 嘘八百 なにわ夢の陣
『嘘八百 なにわ夢の陣』（うそはっぴやく なにわゆめのじん）は、2023年1月6日に『嘘八百』シリーズ第3弾として公開された日本映画。主演は前作までに引き続き、中井貴一と佐々木蔵之介。

### 概要（第3作）
シリーズ第3弾。
主演は中井貴一と佐々木蔵之介が続投。
本作の骨董品は、豊臣秀吉の出世を後押ししたと言われる7つの縁起物『秀吉七品（しちしな）』の1つである「鳳凰の銘がついた茶碗」。
本作の新規キャラクターで物語のキーマンである、謎のカリスマ波動アーティスト・TAIKOH役に、安田章大を起用。安田は、本作で約7年振りの映画出演となる。

### 制作（第3作）
2022年7月3日にクランクアップ。
同年7月4日、クランクアップ翌日に本作の情報が解禁された。
同年7月11日、追加キャストとして、安田章大の出演が発表された。
同年8月25日、追加キャストとして、前シリーズからの続投である友近や森川葵、新規キャストの中村ゆりを始めとした計17人の出演が発表された。
同年10月3日、メインビジュアルと公開日が発表された。
同年12月19日、完成披露試写会が行われた。舞台挨拶では、張り子作家の前田ビバリーが映画公開記念のために制作した張り子の熊手も披露された。

### キャスト（第3作）
小池則夫（こいけ のりお）
演 - 中井貴一
詐欺師まがいの古美術商。
野田佐輔（のだ さすけ）
演 - 佐々木蔵之介
うだつの上がらない陶芸家。
TAIKOH（タイコウ）
演 - 安田章大
カリスマ波動アーティスト。
山根寧々
演 - 中村ゆり
TAIKOHの財団「TAIKOHクリエイション」を仕切る謎の美女。
野田康子（のだ やすこ）
演 - 友近
佐輔の妻。
大原いまり（おおはら いまり）
演 - 森川葵
則夫の娘。タロットカード占い師。
野田誠治（のだ せいじ）
演 - 前野朋哉
佐輔の息子。特殊メイクアップアーティスト。
材木屋
演 - 宇野祥平
則夫と佐輔に協力する材木屋。則夫と佐輔が集う飲み屋「土竜」のメンバー。
田中四郎
演 - 塚地武雅
学芸員。
青山一郎
演 - 吹越満
則夫の旧友でテレビ番組プロデューサー。
委員長
演 - 松尾諭
「大坂秀吉博」の実行委員長。
2代目よっちゃん
演 - 酒井敏也
初代よっちゃんの息子。則夫と佐輔が集う飲み屋「土竜」のメンバー。
後醍醐
演 - 桂雀々
文化庁の役人。
番頭
演 - 山田雅人
「TAIKOHクリエイション」の番頭。元「京都嵐山堂」の番頭。
樋渡
演 - 芦屋小雁
骨董屋「樋渡開花堂」の社長。
マスター
演 - 土平ドンペイ
則夫と佐輔が集う飲み屋「土竜」のマスター。
ピエール
演 - Blake Crawford
腕利きの調査員。
恵美子
演 - 高田聖子
TAIKOHの熱心なファン。
紙芝居屋
演 - 麿赤兒
秀吉七品にまつわる紙芝居を幼少期のTAIKOHに見せる紙芝居屋。
雑賀万博
演 - 升毅
「大坂秀吉博」実行委員会顧問。
小出盛夫
演 - 笹野高史
秀吉研究の第一人者。

### スタッフ（第3作）
- 監督：武正晴
- 脚本：今井雅子、足立紳
- 音楽：富貴晴美
- 主題歌：桐谷健太「夢のまた夢」（ユニバーサルミュージック）[18]
- 製作：與田尚志、依田巽、薮下維也、百武弘二、髙橋淳、前田裕幸、山岸忍、松下幸生、今村俊昭、山本正典
- 企画：大木達哉
- エグゼクティブプロデューサー：加藤和夫、松下剛
- プロデューサー：佐藤現、横山和宏、永田博康
- アソシエイトプロデューサー：下高原啓人
- 音楽プロデューサー：高石真美
- 撮影：西村博光（JSC）
- 照明：篠崎征司
- 美術：新田隆之
- 録音：鈴木健太郎
- VFXスーパーバイザー：オダイッセイ
- ヘアメイク：小沼みどり
- スタイリスト：浜井貴子
- 編集：細野優理子
- スクリプター：中須彩音
- キャスティング：日比恵子
- 音響効果：齋藤昌利
- 助監督：稲葉博文
- ラインプロデューサー：藤原恵美子
- 製作幹事：東映ビデオ
- 制作プロダクション：アークエンタテインメント
- 特別協賛：ワン・ダイニング
- 配給：ギャガ
- 製作委員会：東映ビデオ、ギャガ、読売テレビエンタープライズ、ポケット、ワン・ダイニング、信和ホールディングス、パシフィック、クオラス、朝日放送テレビ、グランマーブル、AFF2